# Chemische Berichte
Chemische Berichte (nach ISO 4-Standard in Literaturzitaten mit Chem. Ber. abgekürzt) wurde 1868 als Berichte der Deutschen Chemischen Gesellschaft gegründet und war weltweit eine der bedeutendsten wissenschaftlichen Zeitschriften auf dem Gebiet der Chemie.

## Geschichte
1868 wurde die Zeitschrift von der Deutschen Chemischen Gesellschaft zu Berlin anfangs als Sammlung von Tagungsprotokollen herausgegeben. Zu den Ehrenmitgliedern gehörten „die Herren Liebig, Wöhler und Bunsen“. Liebig war bereits seit 1832 Herausgeber der konkurrierenden Annalen der Chemie und Pharmacie. Schon im ersten Jahr füllten viele Abdrucke der Fachvorträge den ersten Jahrgangsband der Chemischen Berichte.
Nachdem die Zeitschrift von 1919 bis 1945 in zwei Reihen verlegt worden war (A für Vereinsnachrichten und B für Abhandlungen sowie Nekrologe), erschien sie ab 1947 als Gesamtausgabe unter dem Namen Chemische Berichte. Der Schwerpunkt lag traditionell auf dem Gebiet der Organischen Chemie, nach dem Zweiten Weltkrieg zunehmend ergänzt um das Gebiet der Metallorganischen Chemie, einem Spezialbereich der Anorganischen Chemie.
1997 verlegten die Gesellschaft Deutscher Chemiker (GDCh) und die niederländische Koninklijke Nederlandse Chemische Vereniging eine gemeinsame Zeitschrift aus Chemischen Berichten und Recueil des Travaux Chimiques des Pays-Bas (Ersterscheinung: 1882) unter dem Namen Chemische Berichte – Recueil.
1998 erfolgte ein Zusammenschluss mit anderen europäischen Zeitschriften und Ausgliederung der Organischen Chemie. Seither erscheinen die „Berichte“ unter dem Titel European Journal of Inorganic Chemistry.

## Titel
Im Laufe der Zeit änderte sich der Name der Zeitschrift mehrfach. Die Namensänderung bewirkt auch verschiedene ISSN bzw. CODEN für den jeweiligen Titel (Faksimile-Digitalisate beim Internet Archive, meist mehrfach vorhanden):
- Berichte der Deutschen Chemischen Gesellschaft, 1868–1918, (ISSN 1099-0682)
- Berichte der Deutschen Chemischen Gesellschaft / A und / B, 1919–1945, (ISSN 1434-1948)
- Chemische Berichte, 1947–1996, (ISSN 0009-2940)
- Chemische Berichte – Recueil, 1997, (ISSN 0009-2940)
- European Journal of Inorganic Chemistry, 1998+, (ISSN 1099-0682) CODEN EJICFO